# Birger Bohlin
Anders Birger Bohlin (26 de março de 1898 – 28 de novembro de 1990) foi um paleontólogo sueco. Além de seus trabalhos sobre dinossauros e mamíferos pré-históricos, Bohlin fez parte do grupo que estabeleceu a existência do Homem de Pequim (Sinanthropus pekinensis). Na década de 1950, a designação científica do Homem de Pequim foi alterada quando o hominídeo foi geralmente decidido ser um Homo erectus.